# Лельчицький район
Лельчицький район (біл. Лельчыцкі раён) — адміністративна одиниця на південному заході Гомельської області.
Адміністративний центр — селище міського типу Лельчиці.

## Географія
Площа району становить 3200 км². Район межує на півночі з Житковицьким і Петриковським районами, на сході — з Мозирським і Єльським районами, на заході — з Столінським районом Берестейської області, на півдні — Житомирською і Рівненською областями України.
Основна річка — Уборть.
Притоки Уборті: Нересня, Литоша, Вигоща, Плотниця, Свидівка, Жмурня, Сліпча, Молода, Кринка, Острожанка, Стара Уборть, Коростенька.
Притоки Ствиги: Безіменна, Мутвиця.

## Історія
Район утворений 17 липня 1924 року. 27 вересня 1938 року містечку Лельчиці надано статус міського селища.

## Демографія
Населення району — 26,7 тис. чоловік (2008), у тому числі в міських умовах проживають 8,9 тис. чоловік. Усього налічується 73 населених пункта. До катастрофи на Чорнобильській АЕС населення становило 34,2 тис. чоловік, з них у сільській місцевості проживали 26,6 тис., у Лельчицях — 7,6 тис. Після аварії частина території потрапила в зону відселення. З 1986 по 1999 роки з території району відселено близько 650 чоловік. Повністю відселене село Вороново, відселялися також жителі сіл Вусів, Гребени, Калініно, Лохниця, Мехач.
Національний склад: білоруси — 95 %, росіяни — 2 %, українці — 2 %.